# Кочкарь (боярин)
Кочкарь (XII век) — древнерусский политический деятель, боярин киевского князя Святослава Всеволодовича. Фигурирует в одной из гипотез как возможный автор «Слова о полку Игореве».

## Биография
Кочкарь упоминается в источниках только в связи с событиями 1180 года Он был «милостьником» киевского князя Святослава Всеволодовича, то есть человеком незнатного происхождения. Ипатьевская летопись рассказывает, что Святослав, узнав о пленении своего сына Глеба Всеволодом Большое Гнездо, решил начать войну с Рюриком и Давыдом Ростиславичами, но прежде посоветовался «с княгинею своею и с Кочкаремь, милостьником своим, и не поведе сего мужемь своим лепшим». В. Н. Татищев добавляет к этому, что Кочкарь и жена Святослава «более нежели он Киевом владели, и никто о том иной не ведал».
Историк А. В. Соловьёв в 1954 году опубликовал под псевдонимом С. Тарасов статью, в которой предположил, что именно Кочкарь является автором «Слова о полку Игореве».